# Jack Levin
Jack Levin, eigentlich John Douglas Le Vien (* 17. Juli 1914 in New York City, Vereinigte Staaten; † 9. November 1999 in London, Vereinigtes Königreich) war ein US-amerikanischer Dokumentarfilm- und Spielfilm-Produzent.

## Leben und Wirken
John „Jack“ Le Vien begann seine filmische Laufbahn in den letzten Jahren vor Ausbruch des Zweiten Weltkriegs als Reporter bei den Pathé News (Wochenschau), ehe er zwischen 1941 und 1946 zum Kriegsdienst eingezogen wurde. Anschließend kehrte er zu Pathé zurück und stieg dort schließlich zum Generalmanager und Vizepräsident auf. Levin blieb ein Mann der filmischen Information, von 1956 bis 1959 stand er sogar der American Newsreel Association vor. Schließlich diente Jack Levin als Produktionschef der Hearst Metrotone News.
Seine langjährigen Erfahrungen als Wochenschaumann und Weltkriegsveteran fanden Ausdruck in einer Reihe von dokumentarischen Filmen, die Levin seit Beginn der 1960er Jahre, zumeist in Zusammenarbeit mit angloamerikanischen Fernsehsendern wie ABC und BBC, herstellte. In ihnen porträtierte er zentrale historische Persönlichkeiten des Weltgeschehens des 20. Jahrhunderts wie Winston Churchill (u. a. The Valiant Years, Stunden des Ruhms – Winston Churchills Leben und Werk), König Eduard VIII. (A King’s Story) und Adolf Hitler (Black Fox). Vor allem seine Churchill-Porträts fielen bisweilen überaus patriotisch und unkritisch aus. Für Stunden des Ruhms – Winston Churchills Leben und Werk und A King’s Story gab es 1965 respektive 1968 Oscar-Nominierungen in der Kategorie Bester Dokumentarfilm.
1971 produzierte Levin einen sehr plakativ ausgefallenen Kinospielfilm namens England Made Me, der das angeblich britische Fair Play einer ebenso angeblich deutschen Niedertracht, Gier, Korruption und Opportunismus gegenüberstellte. Der Streifen gelangte erst 1973 in die Kinos und wurde in Deutschland trotz prominenter Besetzung (Peter Finch, Michael York) nie gezeigt. 1974 entstand für das Fernsehen ein weiteres Churchill-Porträt, diesmal in Spielfilm-Form. Richard Burton verkörperte hier den Prime Minister. Auch seine letzte Filmproduktion (1979) befasste sich mit dem Kriegspremier, diesmal bezüglich Churchills Verhältnis zu seinen und den US-amerikanischen Generälen 1940 bis 1945.
Seine Faszination vor allem für Churchill aber auch die britischen Royals fand Ausdruck in vier Büchern, die Jack Le Vien verfasste und die als Grundlagen einiger seiner Filme diente: The Valiant Years, The Finest Hours, The Duchess of Windsor und Churchill and the Generals.

## Filmografie (Auswahl)
Dokumentarfilme, wenn nicht anders angegeben
- 1960: Winston Churchill: The Valiant Years
- 1962: Black Fox: The True Story of Adolf Hitler
- 1964: Stunden des Ruhms – Winston Churchills Leben und Werk (The Finest Hours)
- 1964: The Other World of Winston Churchill
- 1965: A King’s Story
- 1971: England Made Me (Kinospielfilm, UA: 1973)
- 1974: The Gathering Storm (Fernsehspielfilm)
- 1979: Churchill and the Generals (Fernsehspielfilm)